# Andreas Sigismund Marggraf
Andreas Sigismund Marggraf (født 3. marts 1709 i Berlin, død 7. august 1782 sammesteds) var en tysk kemiker.
Marggraf studerede kemi, blev medlem af Videnskabsakademiet i Berlin og 1760 formand for dettes fysikalske klasse. Han har fortjenesten af på ny at have henvendt kemikernes opmærksomhed på kemisk analyse ad den våde vej; han efterviste, at lerjord og magnesium har reaktioner, som er ganske forskellige fra kalkens reaktion, påviste adskillige af de ejendommelige forhold, som natron viser, godtgjorde sammensætningen af gips, anstillede undersøgelser over fosforets forhold til metaller, svovl og syrer og meddelte iagttagelser over fosforescerende stene. Han viste også, hvorledes rent sølv lader sig fremstille af klorsølv. For den tekniske kemi var Marggrafs virksomhed også af stor betydning; han anstillede forsøg over fremstillingen af forskellige metallegeringer til teknisk brug og gjorde adskillige iagttagelser, der var af betydning for farveriet. Ganske særlig betydningsfuld var hans påvisning af runkelroernes sukkerholdighed og den måde, hvorpå de kunde anvendes til sukkerfabrikation. Marggrafs afhandlinger findes væsentligst i Berlin-Akademiets skrifter for årene 1747—79. Han samlede de fleste af dem under titlen Chymische Schriften (2 dele 1761 og 1767).